# Europese kampioenschappen kunstschaatsen 2013

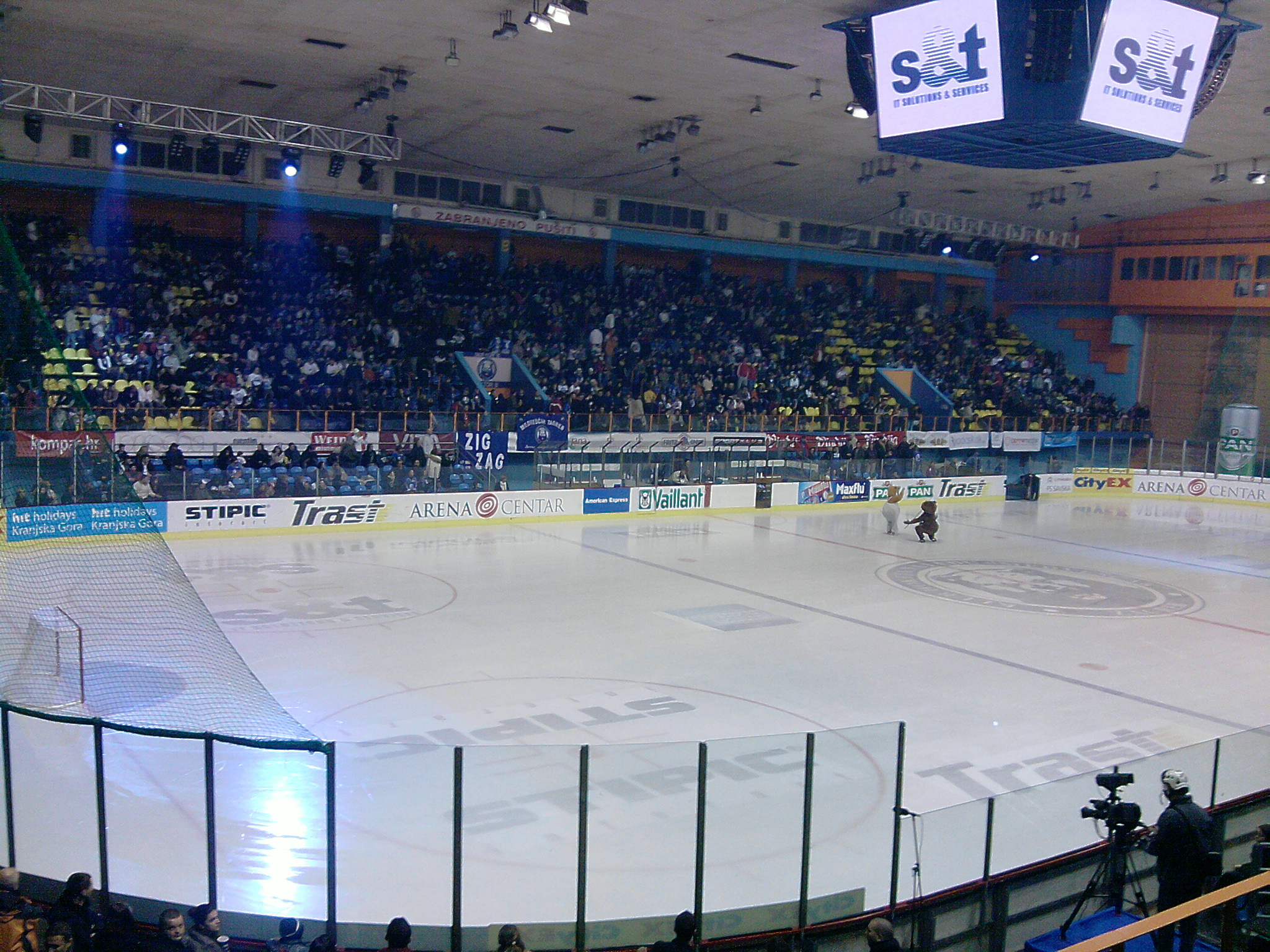
Dom Sportova, waar de wedstrijden gehouden werden

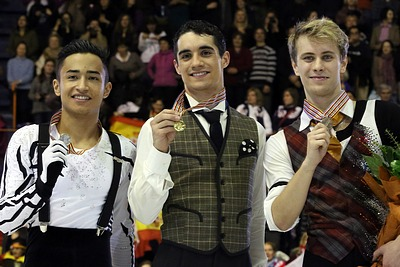
Het podium bij de mannen

De Europese kampioenschappen kunstschaatsen 2013 waren vier wedstrijden die samen een jaarlijks terugkerend evenement vormden, georganiseerd door de Internationale Schaatsunie (ISU).
Voor de mannen was het de 105e editie, voor de vrouwen en paren de 77e en voor de ijsdansers de 60e editie. De kampioenschappen vonden plaats van 23 tot en met 27 januari in de Dom Sportova in Zagreb, Kroatië. Het was, na de EK 2008, de tweede keer dat de kampioenschappen in het onafhankelijke Kroatië plaatsvonden. Daarnaast was het de vierde keer dat de kampioenschappen in Zagreb plaatsvonden. In 1974 en 1979 werden ze in, toen nog, Joegoslavië gehouden.
|           | woensdag 23 januari | donderdag 24 januari | vrijdag 25 januari | zaterdag 26 januari | zondag 27 januari |
| Paren     | korte kür           | vrije kür            |                    |                     | Gala              |
| IJsdansen | korte kür           |                      | vrije kür          |                     | Gala              |
| Mannen    |                     | korte kür            |                    | vrije kür           | Gala              |
| Vrouwen   |                     |                      | korte kür          | vrije kür           | Gala              |

## Deelnemende landen
Alle Europese ISU-leden hadden het recht om een startplaats per categorie in te vullen. Extra startplaatsen (met een maximum van drie per categorie) zijn verdiend op basis van de eindklasseringen op het EK van 2012.
Voor België nam Kaat Van Daele voor de tweede keer deel in het vrouwentoernooi. Uit Nederland was debutante Michelle Couwenberg de enige deelnemer. Ook de Britse echtgenote van de Belg Kevin Van der Perren, Jenna McCorkell, nam deel aan dit EK.
Deelnemende landen
Er namen deelnemers uit 34 landen deel aan de kampioenschappen. Er werden 107 startplaatsen ingevuld. Het paar Allison Reed en Vasili Rogov, uitkomende voor Israël, trok zich voor de wedstrijden bij het ijsdansen terug. De Tsjech Pavel Kaška en de Rus Jevgeni Pljoesjtsjenko trokken zich terug voor de vrije kür bij de mannenwedstrijden.
(Tussen haakjes het totaal aantal startplaatsen in de vier toernooien.)
| Rusland (12) Italië (9) Frankrijk (8) Duitsland (6) Tsjechië (5) Verenigd Koninkrijk (5) Bulgarije (4) Finland (4) Oekraïne (4) | Oostenrijk (4) Spanje (4) Wit-Rusland (4) Estland (3) Polen (3) Turkije (3) Zweden (3) Zwitserland (3) Denemarken (2) | Georgië (2) Israël (2) Litouwen (2) Roemenië (2) Slowakije (2) Azerbeidzjan (1) België (1) Griekenland (1) Hongarije (1) | Kroatië (1) Letland (1) Luxemburg (1) Monaco (1) Nederland (1) Noorwegen (1) Slovenië (1) |

(België en Litouwen stuurden geen (extra) deelnemers bij respectievelijk de mannen en het ijsdansen, Georgië vulde de extra startplaats bij de vrouwen niet in. Duitsland, het Verenigd Koninkrijk en Wit-Rusland vulden de extra startplaats bij de paren niet in en Frankrijk en Azerbeidzjan vulden de extra startplaats(en) bij het ijsdansen niet in.)

## Medailleverdeling
Bij de mannen veroverde de Spanjaard Javier Fernández voor het eerst de Europese titel. De Fransman Florent Amodio behaalde met het zilver zijn derde EK-medaille op een rij. In 2011 won hij al goud en in 2012 brons. De Tsjech Michal Březina won met de bronzen plak voor het eerst een medaille op de Europese kampioenschappen.
De Italiaanse Carolina Kostner werd bij de vrouwen voor de vijfde keer Europees kampioene. Haar eerdere titels won ze in 2007, 2008, 2010 en 2012. Het was haar achtste medaille op een rij: in 2006 werd ze derde en in 2009 en 2011 tweede. Het zilver en brons was voor de Russische debutantes Adelina Sotnikova en Jelizaveta Toektamysjeva.
Bij de paren verdedigden Tatjana Volosozjar / Maksim Trankov uit Rusland met succes hun titel. Voor Trankov was het zijn vijfde EK-medaille. Naast het goud van 2012 werd hij in 2008 tweede en in 2009 en 2010 derde met Maria Moechortova als partner. Het Duitse paar Aliona Savchenko / Robin Szolkowy won voor de zevende maal een medaille op de Europese kampioenschappen. In 2007, 2008, 2009 en 2011 behaalden ze het goud; in 2006 en 2010 werden ze tweede. Voor het Italiaanse paar Stefania Berton / Ondřej Hotárek was het brons hun eerste EK-medaille.
Bij afwezigheid van de vorige titelhouders Nathalie Péchalat / Fabian Bourzat won het Russische paar Jekaterina Bobrova / Dmitri Solovjov ditmaal het goud bij het ijsdansen. In 2011 en 2012 behaalde het duo al een zilveren medaille. Hun landgenoten Jelena Ilinych / Nikita Katsalapov bezetten de tweede plaats, die daarmee tevens hun tweede EK-medaille wonnen. In 2012 veroverden ze het brons. De bronzen medaille was nu voor het Italiaanse paar Anna Cappellini / Luca Lanotte. Voor hen was het de eerste medaille op de EK.
| Categorie | Goud                                 | Zilver                             | Brons                            |
| --------- | ------------------------------------ | ---------------------------------- | -------------------------------- |
| Mannen    | Javier Fernández                     | Florent Amodio                     | Michal Březina                   |
| Vrouwen   | Carolina Kostner                     | Adelina Sotnikova                  | Jelizaveta Toektamysjeva         |
| Paren     | Tatjana Volosozjar / Maksim Trankov  | Aliona Savchenko / Robin Szolkowy  | Stefania Berton / Ondřej Hotárek |
| IJsdansen | Jekaterina Bobrova / Dmitri Solovjov | Jelena Ilinych / Nikita Katsalapov | Anna Cappellini / Luca Lanotte   |

## Uitslagen
| #                   | naam (deelname)             | land                         | punten | korte kür  | vrije kür   |
| ------------------- | --------------------------- | ---------------------------- | ------ | ---------- | ----------- |
| Goud                | Javier Fernández (7)        | Vlag van Spanje              | 274.87 | 88.80 (2)  | 186.07 (1)  |
| Zilver              | Florent Amodio (3)          | Vlag van Frankrijk           | 250.53 | 89.82 (1)  | 160.71 (3)  |
| Brons               | Michal Březina (6)          | Vlag van Tsjechië            | 243.52 | 79.84 (4)  | 163.68 (2)  |
| 4                   | Brian Joubert (12)          | Vlag van Frankrijk           | 232.47 | 83.93 (3)  | 148.54 (5)  |
| 5                   | Maksim Kovtoen              | Vlag van Rusland             | 226.57 | 74.46 (7)  | 152.11 (4)  |
| 6                   | Alexander Majorov (3)       | Vlag van Zweden              | 211.88 | 74.29 (8)  | 137.59 (6)  |
| 7                   | Sergej Voronov (5)          | Vlag van Rusland             | 210.18 | 78.38 (5)  | 131.80 (7)  |
| 8                   | Viktor Pfeifer (7)          | Vlag van Oostenrijk          | 194.77 | 67.34 (10) | 127.43 (9)  |
| 9                   | Chafik Besseghier (2)       | Vlag van Frankrijk           | 189.67 | 66.93 (11) | 122.74 (10) |
| 10                  | Peter Liebers (5)           | Vlag van Duitsland           | 187.96 | 56.67 (17) | 131.29 (8)  |
| 11                  | Tomáš Verner (11)           | Vlag van Tsjechië            | 177.41 | 68.99 (9)  | 108.42 (19) |
| 12                  | Kim Lucine (3)              | Vlag van Monaco              | 175.61 | 63.27 (12) | 112.34 (16) |
| 13                  | Pavel Ignatenko             | Vlag van Wit-Rusland         | 171.18 | 58.38 (14) | 112.80 (15) |
| 14                  | Oleksij Bytsjenko (2)       | Vlag van Israël              | 171.12 | 56.42 (18) | 114.70 (12) |
| 15                  | Yakov Godorozha             | Vlag van Oekraïne            | 170.29 | 57.44 (15) | 112.85 (14) |
| 16                  | Javier Raya (2)             | Vlag van Spanje              | 169.58 | 54.21 (19) | 115.37 (11) |
| 17                  | Viktor Romanenkov (4)       | Vlag van Estland             | 167.98 | 59.66 (13) | 108.32 (20) |
| 18                  | Zoltán Kelemen (7)          | Vlag van Roemenië            | 167.33 | 57.44 (16) | 109.89 (18) |
| 19                  | Maciej Chieplucha (4)       | Vlag van Polen               | 167.29 | 52.84 (23) | 114.45 (13) |
| 20                  | Stéphane Walker (2)         | Vlag van Zwitserland         | 163.11 | 50.93 (24) | 112.18 (17) |
| 21                  | Justus Strid (3)            | Vlag van Denemarken          | 160.08 | 53.14 (22) | 106.94 (21) |
| 22                  | Manol Atanassov (2)         | Vlag van Bulgarije           | 133.21 | 53.58 (21) | 079.63 (22) |
| -                   | Pavel Kaška (3)             | Vlag van Tsjechië            |        | 53.76 (20) | t.z.t.      |
| Finale niet bereikt |                             |                              |        |            |             |
| 24                  | Paolo Bacchini (6)          | Vlag van Italië              |        | 50.68 (24) |             |
| 25                  | Valtter Virtanen (2)        | Vlag van Finland             |        | 48.41 (26) |             |
| 26                  | Harry Mattick               | Vlag van Verenigd Koninkrijk |        | 48.08 (27) |             |
| 27                  | Saulius Ambrulevičius (4)   | Vlag van Litouwen            |        | 43.85 (28) |             |
| 28                  | Ali Demirboğa (3)           | Vlag van Turkije             |        | 43.47 (29) |             |
| 29                  | Paul Bonifacio Parkinson    | Vlag van Italië              |        | 40.35 (30) |             |
| -                   | Jevgeni Pljoesjtsjenko (11) | Vlag van Rusland             |        | 74.82 (6)  | t.z.t.      |

| #                   | naam (deelname)               | land                         | punten | korte kür  | vrije kür   |
| ------------------- | ----------------------------- | ---------------------------- | ------ | ---------- | ----------- |
| Goud                | Carolina Kostner (11)         | Vlag van Italië              | 194.71 | 64.19 (2)  | 130.52 (2)  |
| Zilver              | Adelina Sotnikova             | Vlag van Rusland             | 193.99 | 67.61 (1)  | 126.38 (3)  |
| Brons               | Jelizaveta Toektamysjeva      | Vlag van Rusland             | 188.85 | 57.18 (4)  | 131.67 (1)  |
| 4                   | Valentina Marchei (9)         | Vlag van Italië              | 171.06 | 58.22 (3)  | 112.84 (4)  |
| 5                   | Viktoria Helgesson (6)        | Vlag van Zweden              | 155.72 | 54.77 (6)  | 100.95 (7)  |
| 6                   | Nikol Gosvijani               | Vlag van Rusland             | 154.41 | 50.92 (12) | 103.49 (5)  |
| 7                   | Sonia Lafuente (6)            | Vlag van Spanje              | 152.29 | 51.07 (11) | 101.22 (6)  |
| 8                   | Joshi Helgesson (2)           | Vlag van Zweden              | 150.40 | 55.04 (5)  | 095.36 (9)  |
| 9                   | Nathalie Weinzierl (2)        | Vlag van Duitsland           | 147.52 | 52.28 (8)  | 095.24 (10) |
| 10                  | Maé-Bérénice Méité (3)        | Vlag van Frankrijk           | 147.14 | 50.79 (13) | 096.35 (8)  |
| 11                  | Lénaëlle Gilleron-Gorry       | Vlag van Frankrijk           | 143.74 | 53.32 (7)  | 090.42 (14) |
| 12                  | Kerstin Frank (3)             | Vlag van Oostenrijk          | 143.56 | 49.60 (15) | 093.96 (12) |
| 13                  | Elena Glebova (7)             | Vlag van Estland             | 143.45 | 51.90 (9)  | 091.55 (13) |
| 14                  | Elene Gedevanisjvili (8)      | Vlag van Georgië             | 142.71 | 48.75 (16) | 093.96 (11) |
| 15                  | Monika Simančíková (2)        | Vlag van Slowakije           | 137.47 | 50.27 (14) | 087.20 (15) |
| 16                  | Anita Madsen                  | Vlag van Denemarken          | 133.35 | 47.97 (17) | 085.38 (16) |
| 17                  | Juulia Turkkila (3)           | Vlag van Finland             | 130.79 | 51.47 (10) | 079.32 (21) |
| 18                  | Kaat Van Daele (2)            | Vlag van België              | 130.00 | 47.18 (18) | 082.82 (18) |
| 19                  | Natalia Popova (3)            | Vlag van Oekraïne            | 128.54 | 45.60 (24) | 082.94 (17) |
| 20                  | Tina Stürzinger               | Vlag van Zwitserland         | 128.38 | 45.73 (22) | 082.65 (19) |
| 21                  | Jenna McCorkell (10)          | Vlag van Verenigd Koninkrijk | 126.98 | 47.17 (19) | 079.81 (20) |
| 22                  | Anne Line Gjersem (2)         | Vlag van Noorwegen           | 124.48 | 45.72 (23) | 078.76 (22) |
| 23                  | Sıla Saygı                    | Vlag van Turkije             | 119.27 | 46.17 (21) | 073.10 (23) |
| 24                  | Fleur Maxwell (6)             | Vlag van Luxemburg           | 113.01 | 46.66 (20) | 066.35 (24) |
| Finale niet bereikt |                               |                              |        |            |             |
| 25                  | Anna Afonkina                 | Vlag van Bulgarije           |        | 44.89 (25) |             |
| 26                  | Alina Fjodorova (2)           | Vlag van Letland             |        | 44.87 (26) |             |
| 27                  | Roberta Rodeghiero            | Vlag van Italië              |        | 44.71 (27) |             |
| 28                  | Patricia Gleščič (2)          | Vlag van Slovenië            |        | 43.36 (28) |             |
| 29                  | Alisa Mikonsaari              | Vlag van Finland             |        | 41.34 (29) |             |
| 30                  | Eliška Březinová (2)          | Vlag van Tsjechië            |        | 40.98 (30) |             |
| 31                  | Inga Janulevičiūtė            | Vlag van Litouwen            |        | 35.53 (31) |             |
| 32                  | Michelle Couwenberg           | Vlag van Nederland           |        | 35.28 (32) |             |
| 33                  | Isabella Schuster-Velissariou | Vlag van Griekenland         |        | 35.09 (33) |             |
| 34                  | Sabina Măriuță (3)            | Vlag van Roemenië            |        | 33.89 (34) |             |
| 35                  | Mirna Libric (5)              | Vlag van Kroatië             |        | 33.73 (35) |             |
| 36                  | Kristina Zakharanka           | Vlag van Wit-Rusland         |        | 31.73 (36) |             |

| #      | naam (deelname)                           | land                         | punten | korte kür  | vrije kür   |
| ------ | ----------------------------------------- | ---------------------------- | ------ | ---------- | ----------- |
| Goud   | Tatjana Volosozjar (9) Maksim Trankov (5) | Vlag van Rusland             | 212.45 | 73.23 (1)  | 139.22 (1)  |
| Zilver | Aliona Savchenko (11) Robin Szolkowy (9)  | Vlag van Duitsland           | 205.24 | 70.21 (2)  | 135.03 (2)  |
| Brons  | Stefania Berton (5) Ondřej Hotárek (5)    | Vlag van Italië              | 187.45 | 64.28 (3)  | 123.17 (3)  |
| 4      | Vanessa James (4) Morgan Ciprès (2)       | Vlag van Frankrijk           | 178.81 | 59.27 (4)  | 119.54 (4)  |
| 5      | Yuko Kawaguchi (5) Alexander Smirnov (5)  | Vlag van Rusland             | 175.48 | 56.20 (5)  | 119.28 (5)  |
| 6      | Ksenia Stolbova (2) Fjodor Klimov (2)     | Vlag van Rusland             | 167.23 | 53.70 (8)  | 113.53 (6)  |
| 7      | Daria Popova (2) Bruno Massot (2)         | Vlag van Frankrijk           | 157.12 | 53.75 (7)  | 103.37 (7)  |
| 8      | Mari Vartmann (4) Aaron Van Cleave (2)    | Vlag van Duitsland           | 141.79 | 55.14 (6)  | 086.65 (10) |
| 9      | Nicole Della Monica (3) Matteo Guarise    | Vlag van Italië              | 140.89 | 47.26 (9)  | 093.63 (8)  |
| 10     | Stacey Kemp (8) David King (8)            | Vlag van Verenigd Koninkrijk | 131.51 | 45.39 (10) | 086.12 (11) |
| 11     | Julia Lavrentieva Yuri Rudyk              | Vlag van Oekraïne            | 128.79 | 41.66 (11) | 087.13 (9)  |
| 12     | Elizaveta Makarova (2) Leri Kenchadze (2) | Vlag van Bulgarije           | 115.96 | 37.15 (13) | 078.81 (12) |
| 13     | Stina Martini (3) Severin Kiefer (3)      | Vlag van Oostenrijk          | 112.29 | 39.07 (12) | 073.22 (13) |
| 14     | Maria Paliakova (2) Nikita Bochkov        | Vlag van Wit-Rusland         | 103.13 | 37.06 (14) | 066.07 (14) |
| 15     | Magdalena Klatka Radosław Chruściński     | Vlag van Polen               | 099.65 | 34.73 (15) | 064.92 (15) |

| #                   | naam (deelname)                                | land                         | punten | korte kür  | vrije kür   |
| ------------------- | ---------------------------------------------- | ---------------------------- | ------ | ---------- | ----------- |
| Goud                | Jekaterina Bobrova (4) Dmitri Solovjov (4)     | Vlag van Rusland             | 169.25 | 69.42 (1)  | 099.83 (2)  |
| Zilver              | Jelena Ilinych (3) Nikita Katsalapov (3)       | Vlag van Rusland             | 169.14 | 68.98 (2)  | 100.16 (1)  |
| Brons               | Anna Cappellini (6) Luca Lanotte (6)           | Vlag van Italië              | 165.80 | 66.53 (3)  | 099.27 (3)  |
| 4                   | Jekaterina Riazanova (3) Ilia Tkatsjenko (3)   | Vlag van Rusland             | 157.77 | 64.52 (4)  | 093.25 (4)  |
| 5                   | Penny Coomes (4) Nicholas Buckland (4)         | Vlag van Verenigd Koninkrijk | 152.95 | 60.59 (6)  | 092.39 (5)  |
| 6                   | Nelli Zhiganshina (4) Alexander Gazsi (4)      | Vlag van Duitsland           | 147.28 | 60.08 (7)  | 087.20 (6)  |
| 7                   | Julia Zlobina (2) Alexei Sitnikov (2)          | Vlag van Azerbeidzjan        | 144.83 | 60.93 (5)  | 083.90 (10) |
| 8                   | Tanja Kolbe (2) Stefano Caruso (2)             | Vlag van Duitsland           | 142.54 | 56.54 (9)  | 086.54 (7)  |
| 9                   | Charlène Guignard (2) Marco Fabbri (2)         | Vlag van Italië              | 142.48 | 57.63 (8)  | 084.85 (8)  |
| 10                  | Pernelle Carron (7) Lloyd Jones (4)            | Vlag van Frankrijk           | 140.00 | 55.85 (10) | 084.15 (9)  |
| 11                  | Irina Shtork (3) Taavi Rand (3)                | Vlag van Estland             | 132.90 | 50.51 (14) | 082.39 (11) |
| 12                  | Siobhan Heekin-Canedy (3) Dmitri Dun (2)       | Vlag van Oekraïne            | 129.36 | 53.59 (11) | 075.78 (13) |
| 13                  | Alisa Agafonova (2) Alper Uçar (6)             | Vlag van Turkije             | 127.59 | 50.79 (12) | 076.80 (12) |
| 14                  | Lucie Myslivečková (3) Neil Brown (2)          | Vlag van Tsjechië            | 124.62 | 50.52 (13) | 074.10 (15) |
| 15                  | Sara Hurtado (3) Adrià Díaz (3)                | Vlag van Spanje              | 124.26 | 49.32 (15) | 074.97 (14) |
| 16                  | Zsuzsanna Nagy (5) Máté Fejes (3)              | Vlag van Hongarije           | 117.60 | 48.48 (16) | 069.12 (17) |
| 17                  | Federica Testa (3) Lukáš Csölley (3)           | Vlag van Slowakije           | 114.62 | 44.83 (19) | 069.79 (16) |
| 18                  | Ramona Elsener (4) Florian Roost (4)           | Vlag van Zwitserland         | 113.29 | 45.09 (17) | 068.20 (18) |
| 19                  | Olesia Karmi Max Lindholm                      | Vlag van Finland             | 110.94 | 44.29 (20) | 066.83 (19) |
| 20                  | Angelina Telegina Otar Japaridze (3)           | Vlag van Georgië             | 107.26 | 44.94 (18) | 062.32 (20) |
| Finale niet bereikt |                                                |                              |        |            |             |
| 21                  | Alexandra Zvorigina (2) Maciej Bernadowski (2) | Vlag van Polen               |        | 44.25 (21) |             |
| 22                  | Charlotte Aiken Josh Whidborne                 | Vlag van Verenigd Koninkrijk |        | 41.83 (22) |             |
| 23                  | Kira Geil (3) Tobias Eisenbauer (2)            | Vlag van Oostenrijk          |        | 40.88 (23) |             |
| 24                  | Lesia Valadzenkava (4) Vitali Vakunov (4)      | Vlag van Wit-Rusland         |        | 36.60 (24) |             |
| 25                  | Sarah Coward Georgi Kenchadze (4)              | Vlag van Bulgarije           |        | 34.16 (25) |             |
| -                   | Allison Reed (3) Vasili Rogov (2)              | Vlag van Israël              |        | t.z.t.     |             |

Medaillewinnaars

Mannen · 
Vrouwen ·
Paren · 
IJsdansen

Toernooi

1891 · 
1892 · 
1893 · 
1894 · 
1895 · 
1896-1897 · 
1898 · 
1899 · 
1900 · 
1901 · 
1902-1903 · 
1904 · 
1905 · 
1906 · 
1907 · 
1908 · 
1909 · 
1910 · 
1911 · 
1912 · 
1913 · 
1914 · 
1915-1921 · 
1922 · 
1923 · 
1924 · 
1925 · 
1926 · 
1927 · 
1928 · 
1929 · 
1930 · 
1931 · 
1932 · 
1933 · 
1934 · 
1935 · 
1936 · 
1937 · 
1938 · 
1939 ·
1940-1946 · 
1947 · 
1948 · 
1949 · 
1950 · 
1951 · 
1952 · 
1953 · 
1954 · 
1955 · 
1956 · 
1957 · 
1958 · 
1959 · 
1960 · 
1961 · 
1962 · 
1963 · 
1964 · 
1965 · 
1966 · 
1967 · 
1968 · 
1969 · 
1970 · 
1971 · 
1972 · 
1973 · 
1974 · 
1975 · 
1976 · 
1977 · 
1978 · 
1979 · 
1980 · 
1981 · 
1982 · 
1983 · 
1984 · 
1985 · 
1986 · 
1987 · 
1988 · 
1989 · 
1990 · 
1991 · 
1992 · 
1993 · 
1994 · 
1995 ·
1996 · 
1997 · 
1998 · 
1999 · 
2000 · 
2001 · 
2002 · 
2003 · 
2004 · 
2005 · 
2006 ·
2007 ·
2008 ·
2009 ·
2010 ·
2011 ·
2012 ·
2013 ·
2014 ·
2015 ·
2016 ·
2017 ·
2018 ·
2019 ·
2020 ·
2021 · 
2022 · 
2023 · 
2024 · 
2025

WK kunstschaatsen ·
WK kunstschaatsen junioren ·
Viercontinentenkampioenschap ·
Olympische Spelen